# Maurice Tobias
Maurice Tobias, né à Etterbeek (Bruxelles) le 9 mai 1885 et mort en 1912, est un footballeur international belge.
Joueur réputé élégant, il évolue dans l'entre-jeu à l'Union Saint-Gilloise et remporté cinq fois le Championnat de Belgique en 1904, 1905, 1906, 1907 et 1909. Il rejoint en 1910 l'AC Milan où il inscrit onze buts en seize rencontres.
Surnommé Max, il joue sept matches avec l'équipe de Belgique dont le premier match officiel le 1er mai 1904, à Bruxelles contre la France (3-3).

## Palmarès
- International belge A de 1904 à 1908 (7 sélections)
- Champion de Belgique en 1904, 1905, 1906, 1907 et 1909 avec l'Union Saint-Gilloise